# Elytrimitatrix lineatopora
Elytrimitatrix lineatopora es una especie de escarabajo longicornio del género Elytrimitatrix, familia Cerambycidae, orden Coleoptera. Fue descrita científicamente por Bates en 1880.

## Descripción
Mide 10-16 milímetros de longitud.

## Distribución
Se distribuye por Guatemala, Honduras, México y Nicaragua.